# Гартонг, Ян
Ян Гартонг (Хартонг; Hartong; 11 февраля 1902, Роттердам — 29 января 1987, там же) — нидерландский шахматный композитор; международный мастер (1959) и международный арбитр (1956) по шахматной композиции.
С 1917 опубликовал около 900 двух- и трёхходовых задач, а также задач на «сказочные» темы (см. «Сказочные шахматы»); свыше 400 из них отмечены отличиями. Многие композиции Гартонга представлены в виде рекордных задач (тасков). По 100 задач Гартонга и Л. Лошинского опубликовано в сборнике М. Нимейера (1959).

## Задачи
|   | a | b | c | d | e | f | g | h |   |
| - | --- | --- | --- | --- | --- | --- | --- | --- | - |
| 8 | b7 белая пешка · f4 белая пешка · g4 белая пешка · a3 белый ферзь · c3 белый король · f3 чёрный король · g3 белая пешка · h3 белая ладья · c2 белая пешка · g2 белый конь · h2 белый слон · h1 белый конь | b7 белая пешка · f4 белая пешка · g4 белая пешка · a3 белый ферзь · c3 белый король · f3 чёрный король · g3 белая пешка · h3 белая ладья · c2 белая пешка · g2 белый конь · h2 белый слон · h1 белый конь | b7 белая пешка · f4 белая пешка · g4 белая пешка · a3 белый ферзь · c3 белый король · f3 чёрный король · g3 белая пешка · h3 белая ладья · c2 белая пешка · g2 белый конь · h2 белый слон · h1 белый конь | b7 белая пешка · f4 белая пешка · g4 белая пешка · a3 белый ферзь · c3 белый король · f3 чёрный король · g3 белая пешка · h3 белая ладья · c2 белая пешка · g2 белый конь · h2 белый слон · h1 белый конь | b7 белая пешка · f4 белая пешка · g4 белая пешка · a3 белый ферзь · c3 белый король · f3 чёрный король · g3 белая пешка · h3 белая ладья · c2 белая пешка · g2 белый конь · h2 белый слон · h1 белый конь | b7 белая пешка · f4 белая пешка · g4 белая пешка · a3 белый ферзь · c3 белый король · f3 чёрный король · g3 белая пешка · h3 белая ладья · c2 белая пешка · g2 белый конь · h2 белый слон · h1 белый конь | b7 белая пешка · f4 белая пешка · g4 белая пешка · a3 белый ферзь · c3 белый король · f3 чёрный король · g3 белая пешка · h3 белая ладья · c2 белая пешка · g2 белый конь · h2 белый слон · h1 белый конь | b7 белая пешка · f4 белая пешка · g4 белая пешка · a3 белый ферзь · c3 белый король · f3 чёрный король · g3 белая пешка · h3 белая ладья · c2 белая пешка · g2 белый конь · h2 белый слон · h1 белый конь | 8 |
| 7 | b7 белая пешка · f4 белая пешка · g4 белая пешка · a3 белый ферзь · c3 белый король · f3 чёрный король · g3 белая пешка · h3 белая ладья · c2 белая пешка · g2 белый конь · h2 белый слон · h1 белый конь | b7 белая пешка · f4 белая пешка · g4 белая пешка · a3 белый ферзь · c3 белый король · f3 чёрный король · g3 белая пешка · h3 белая ладья · c2 белая пешка · g2 белый конь · h2 белый слон · h1 белый конь | b7 белая пешка · f4 белая пешка · g4 белая пешка · a3 белый ферзь · c3 белый король · f3 чёрный король · g3 белая пешка · h3 белая ладья · c2 белая пешка · g2 белый конь · h2 белый слон · h1 белый конь | b7 белая пешка · f4 белая пешка · g4 белая пешка · a3 белый ферзь · c3 белый король · f3 чёрный король · g3 белая пешка · h3 белая ладья · c2 белая пешка · g2 белый конь · h2 белый слон · h1 белый конь | b7 белая пешка · f4 белая пешка · g4 белая пешка · a3 белый ферзь · c3 белый король · f3 чёрный король · g3 белая пешка · h3 белая ладья · c2 белая пешка · g2 белый конь · h2 белый слон · h1 белый конь | b7 белая пешка · f4 белая пешка · g4 белая пешка · a3 белый ферзь · c3 белый король · f3 чёрный король · g3 белая пешка · h3 белая ладья · c2 белая пешка · g2 белый конь · h2 белый слон · h1 белый конь | b7 белая пешка · f4 белая пешка · g4 белая пешка · a3 белый ферзь · c3 белый король · f3 чёрный король · g3 белая пешка · h3 белая ладья · c2 белая пешка · g2 белый конь · h2 белый слон · h1 белый конь | b7 белая пешка · f4 белая пешка · g4 белая пешка · a3 белый ферзь · c3 белый король · f3 чёрный король · g3 белая пешка · h3 белая ладья · c2 белая пешка · g2 белый конь · h2 белый слон · h1 белый конь | 7 |
| 6 | b7 белая пешка · f4 белая пешка · g4 белая пешка · a3 белый ферзь · c3 белый король · f3 чёрный король · g3 белая пешка · h3 белая ладья · c2 белая пешка · g2 белый конь · h2 белый слон · h1 белый конь | b7 белая пешка · f4 белая пешка · g4 белая пешка · a3 белый ферзь · c3 белый король · f3 чёрный король · g3 белая пешка · h3 белая ладья · c2 белая пешка · g2 белый конь · h2 белый слон · h1 белый конь | b7 белая пешка · f4 белая пешка · g4 белая пешка · a3 белый ферзь · c3 белый король · f3 чёрный король · g3 белая пешка · h3 белая ладья · c2 белая пешка · g2 белый конь · h2 белый слон · h1 белый конь | b7 белая пешка · f4 белая пешка · g4 белая пешка · a3 белый ферзь · c3 белый король · f3 чёрный король · g3 белая пешка · h3 белая ладья · c2 белая пешка · g2 белый конь · h2 белый слон · h1 белый конь | b7 белая пешка · f4 белая пешка · g4 белая пешка · a3 белый ферзь · c3 белый король · f3 чёрный король · g3 белая пешка · h3 белая ладья · c2 белая пешка · g2 белый конь · h2 белый слон · h1 белый конь | b7 белая пешка · f4 белая пешка · g4 белая пешка · a3 белый ферзь · c3 белый король · f3 чёрный король · g3 белая пешка · h3 белая ладья · c2 белая пешка · g2 белый конь · h2 белый слон · h1 белый конь | b7 белая пешка · f4 белая пешка · g4 белая пешка · a3 белый ферзь · c3 белый король · f3 чёрный король · g3 белая пешка · h3 белая ладья · c2 белая пешка · g2 белый конь · h2 белый слон · h1 белый конь | b7 белая пешка · f4 белая пешка · g4 белая пешка · a3 белый ферзь · c3 белый король · f3 чёрный король · g3 белая пешка · h3 белая ладья · c2 белая пешка · g2 белый конь · h2 белый слон · h1 белый конь | 6 |
| 5 | b7 белая пешка · f4 белая пешка · g4 белая пешка · a3 белый ферзь · c3 белый король · f3 чёрный король · g3 белая пешка · h3 белая ладья · c2 белая пешка · g2 белый конь · h2 белый слон · h1 белый конь | b7 белая пешка · f4 белая пешка · g4 белая пешка · a3 белый ферзь · c3 белый король · f3 чёрный король · g3 белая пешка · h3 белая ладья · c2 белая пешка · g2 белый конь · h2 белый слон · h1 белый конь | b7 белая пешка · f4 белая пешка · g4 белая пешка · a3 белый ферзь · c3 белый король · f3 чёрный король · g3 белая пешка · h3 белая ладья · c2 белая пешка · g2 белый конь · h2 белый слон · h1 белый конь | b7 белая пешка · f4 белая пешка · g4 белая пешка · a3 белый ферзь · c3 белый король · f3 чёрный король · g3 белая пешка · h3 белая ладья · c2 белая пешка · g2 белый конь · h2 белый слон · h1 белый конь | b7 белая пешка · f4 белая пешка · g4 белая пешка · a3 белый ферзь · c3 белый король · f3 чёрный король · g3 белая пешка · h3 белая ладья · c2 белая пешка · g2 белый конь · h2 белый слон · h1 белый конь | b7 белая пешка · f4 белая пешка · g4 белая пешка · a3 белый ферзь · c3 белый король · f3 чёрный король · g3 белая пешка · h3 белая ладья · c2 белая пешка · g2 белый конь · h2 белый слон · h1 белый конь | b7 белая пешка · f4 белая пешка · g4 белая пешка · a3 белый ферзь · c3 белый король · f3 чёрный король · g3 белая пешка · h3 белая ладья · c2 белая пешка · g2 белый конь · h2 белый слон · h1 белый конь | b7 белая пешка · f4 белая пешка · g4 белая пешка · a3 белый ферзь · c3 белый король · f3 чёрный король · g3 белая пешка · h3 белая ладья · c2 белая пешка · g2 белый конь · h2 белый слон · h1 белый конь | 5 |
| 4 | b7 белая пешка · f4 белая пешка · g4 белая пешка · a3 белый ферзь · c3 белый король · f3 чёрный король · g3 белая пешка · h3 белая ладья · c2 белая пешка · g2 белый конь · h2 белый слон · h1 белый конь | b7 белая пешка · f4 белая пешка · g4 белая пешка · a3 белый ферзь · c3 белый король · f3 чёрный король · g3 белая пешка · h3 белая ладья · c2 белая пешка · g2 белый конь · h2 белый слон · h1 белый конь | b7 белая пешка · f4 белая пешка · g4 белая пешка · a3 белый ферзь · c3 белый король · f3 чёрный король · g3 белая пешка · h3 белая ладья · c2 белая пешка · g2 белый конь · h2 белый слон · h1 белый конь | b7 белая пешка · f4 белая пешка · g4 белая пешка · a3 белый ферзь · c3 белый король · f3 чёрный король · g3 белая пешка · h3 белая ладья · c2 белая пешка · g2 белый конь · h2 белый слон · h1 белый конь | b7 белая пешка · f4 белая пешка · g4 белая пешка · a3 белый ферзь · c3 белый король · f3 чёрный король · g3 белая пешка · h3 белая ладья · c2 белая пешка · g2 белый конь · h2 белый слон · h1 белый конь | b7 белая пешка · f4 белая пешка · g4 белая пешка · a3 белый ферзь · c3 белый король · f3 чёрный король · g3 белая пешка · h3 белая ладья · c2 белая пешка · g2 белый конь · h2 белый слон · h1 белый конь | b7 белая пешка · f4 белая пешка · g4 белая пешка · a3 белый ферзь · c3 белый король · f3 чёрный король · g3 белая пешка · h3 белая ладья · c2 белая пешка · g2 белый конь · h2 белый слон · h1 белый конь | b7 белая пешка · f4 белая пешка · g4 белая пешка · a3 белый ферзь · c3 белый король · f3 чёрный король · g3 белая пешка · h3 белая ладья · c2 белая пешка · g2 белый конь · h2 белый слон · h1 белый конь | 4 |
| 3 | b7 белая пешка · f4 белая пешка · g4 белая пешка · a3 белый ферзь · c3 белый король · f3 чёрный король · g3 белая пешка · h3 белая ладья · c2 белая пешка · g2 белый конь · h2 белый слон · h1 белый конь | b7 белая пешка · f4 белая пешка · g4 белая пешка · a3 белый ферзь · c3 белый король · f3 чёрный король · g3 белая пешка · h3 белая ладья · c2 белая пешка · g2 белый конь · h2 белый слон · h1 белый конь | b7 белая пешка · f4 белая пешка · g4 белая пешка · a3 белый ферзь · c3 белый король · f3 чёрный король · g3 белая пешка · h3 белая ладья · c2 белая пешка · g2 белый конь · h2 белый слон · h1 белый конь | b7 белая пешка · f4 белая пешка · g4 белая пешка · a3 белый ферзь · c3 белый король · f3 чёрный король · g3 белая пешка · h3 белая ладья · c2 белая пешка · g2 белый конь · h2 белый слон · h1 белый конь | b7 белая пешка · f4 белая пешка · g4 белая пешка · a3 белый ферзь · c3 белый король · f3 чёрный король · g3 белая пешка · h3 белая ладья · c2 белая пешка · g2 белый конь · h2 белый слон · h1 белый конь | b7 белая пешка · f4 белая пешка · g4 белая пешка · a3 белый ферзь · c3 белый король · f3 чёрный король · g3 белая пешка · h3 белая ладья · c2 белая пешка · g2 белый конь · h2 белый слон · h1 белый конь | b7 белая пешка · f4 белая пешка · g4 белая пешка · a3 белый ферзь · c3 белый король · f3 чёрный король · g3 белая пешка · h3 белая ладья · c2 белая пешка · g2 белый конь · h2 белый слон · h1 белый конь | b7 белая пешка · f4 белая пешка · g4 белая пешка · a3 белый ферзь · c3 белый король · f3 чёрный король · g3 белая пешка · h3 белая ладья · c2 белая пешка · g2 белый конь · h2 белый слон · h1 белый конь | 3 |
| 2 | b7 белая пешка · f4 белая пешка · g4 белая пешка · a3 белый ферзь · c3 белый король · f3 чёрный король · g3 белая пешка · h3 белая ладья · c2 белая пешка · g2 белый конь · h2 белый слон · h1 белый конь | b7 белая пешка · f4 белая пешка · g4 белая пешка · a3 белый ферзь · c3 белый король · f3 чёрный король · g3 белая пешка · h3 белая ладья · c2 белая пешка · g2 белый конь · h2 белый слон · h1 белый конь | b7 белая пешка · f4 белая пешка · g4 белая пешка · a3 белый ферзь · c3 белый король · f3 чёрный король · g3 белая пешка · h3 белая ладья · c2 белая пешка · g2 белый конь · h2 белый слон · h1 белый конь | b7 белая пешка · f4 белая пешка · g4 белая пешка · a3 белый ферзь · c3 белый король · f3 чёрный король · g3 белая пешка · h3 белая ладья · c2 белая пешка · g2 белый конь · h2 белый слон · h1 белый конь | b7 белая пешка · f4 белая пешка · g4 белая пешка · a3 белый ферзь · c3 белый король · f3 чёрный король · g3 белая пешка · h3 белая ладья · c2 белая пешка · g2 белый конь · h2 белый слон · h1 белый конь | b7 белая пешка · f4 белая пешка · g4 белая пешка · a3 белый ферзь · c3 белый король · f3 чёрный король · g3 белая пешка · h3 белая ладья · c2 белая пешка · g2 белый конь · h2 белый слон · h1 белый конь | b7 белая пешка · f4 белая пешка · g4 белая пешка · a3 белый ферзь · c3 белый король · f3 чёрный король · g3 белая пешка · h3 белая ладья · c2 белая пешка · g2 белый конь · h2 белый слон · h1 белый конь | b7 белая пешка · f4 белая пешка · g4 белая пешка · a3 белый ферзь · c3 белый король · f3 чёрный король · g3 белая пешка · h3 белая ладья · c2 белая пешка · g2 белый конь · h2 белый слон · h1 белый конь | 2 |
| 1 | b7 белая пешка · f4 белая пешка · g4 белая пешка · a3 белый ферзь · c3 белый король · f3 чёрный король · g3 белая пешка · h3 белая ладья · c2 белая пешка · g2 белый конь · h2 белый слон · h1 белый конь | b7 белая пешка · f4 белая пешка · g4 белая пешка · a3 белый ферзь · c3 белый король · f3 чёрный король · g3 белая пешка · h3 белая ладья · c2 белая пешка · g2 белый конь · h2 белый слон · h1 белый конь | b7 белая пешка · f4 белая пешка · g4 белая пешка · a3 белый ферзь · c3 белый король · f3 чёрный король · g3 белая пешка · h3 белая ладья · c2 белая пешка · g2 белый конь · h2 белый слон · h1 белый конь | b7 белая пешка · f4 белая пешка · g4 белая пешка · a3 белый ферзь · c3 белый король · f3 чёрный король · g3 белая пешка · h3 белая ладья · c2 белая пешка · g2 белый конь · h2 белый слон · h1 белый конь | b7 белая пешка · f4 белая пешка · g4 белая пешка · a3 белый ферзь · c3 белый король · f3 чёрный король · g3 белая пешка · h3 белая ладья · c2 белая пешка · g2 белый конь · h2 белый слон · h1 белый конь | b7 белая пешка · f4 белая пешка · g4 белая пешка · a3 белый ферзь · c3 белый король · f3 чёрный король · g3 белая пешка · h3 белая ладья · c2 белая пешка · g2 белый конь · h2 белый слон · h1 белый конь | b7 белая пешка · f4 белая пешка · g4 белая пешка · a3 белый ферзь · c3 белый король · f3 чёрный король · g3 белая пешка · h3 белая ладья · c2 белая пешка · g2 белый конь · h2 белый слон · h1 белый конь | b7 белая пешка · f4 белая пешка · g4 белая пешка · a3 белый ферзь · c3 белый король · f3 чёрный король · g3 белая пешка · h3 белая ладья · c2 белая пешка · g2 белый конь · h2 белый слон · h1 белый конь | 1 |
|   | a | b | c | d | e | f | g | h |   |

1.Лh6! — цугцванг,

1. … Кр:g2 2. Kpd2 Kpf1 (:h1) 3. Фf3#,

1. … Kp:g4 2. Kpd4 Kpf5 3. Ке3#,

1. … Kpe2 2. Kpb2 Kpd1 3. Фd3#,

1. … Kpe4 2. Kpb4 Kpb5 (d4) 3. Фd3#

Белый король как бы копирует движения короля соперника — чёрная и белая звёздочка.